# Neil Oliver
Neil Oliver (Ayr, Skócia 1967. február 21. –) skót régész, történész, író és televíziós személyiség. Stirlingben él feleségével, Trudival és három gyerekével, Evie-vel, Archie-val és Teddyvel.
Ayrban és Dumfriesban nőtt fel, majd a Glasgow-i Egyetemre ment, ahol régészetet tanult. 1988-ban végzett az egyetemen, bár úgy tartotta, nem ez volt élete legjobb befektetése. Az 1990-es években újságírónak tanult, és több olyan újságnak dolgozott, mint pl. The Scotsman, The Herald, The Guardian, The Edinburgh Evening News, The Evening Times, The Sun és The Daily Record.

## Televíziós karrierje
2002-ben debütált a BBC-n a Two Men in a Trench című műsorral, amelyben Tony Pollarddal a brit történelmi csaták helyszíneit járták végig. A sorozat mellett két könyv társszerzője is volt. 2005-ben a 4-es Csatorna számára írt forgatókönyvet, Not Forgotten címmel. Ezt követően a Part című sorozat régészeti és társadalomtörténeti szakértője lett, majd hamarosan annak fő kommentátora. 2006-ban a The Face of Britain és a Skócia története (Scotland's History) című dokumentumfilm-sorozatok narrátora volt. 2008. november 9-től ezt History of Scotland címen kezdte el a BBC Scotland sugározni.

## Publikációi
- Amazing Tales for Making Men Out of Boys (2008)
- Coast from the Air (2007)
- Not Forgotten (2006)
- Castles and Forts (Simon Adams-szel és Tony Pollarddal) (2006)
- Two Men in a Trench II: Uncovering the Secrets of British Battlefields (Tony Pollarddal) (2003)
- Two Men in a Trench: Battlefield Archaeology – The Key to Unlocking the Past (Tony Pollarddal) (2002)

### Magyarul
- Skócia történelme; ford. Havas Norbert; General Press, Bp., 2010